# Cryptus crassiusculus
Cryptus crassiusculus là một loài tò vò trong họ Ichneumonidae.